# ウーウル・ボラル
ウーウル・ボラル（Uğur Boral、1982年4月14日 - ）は、トルコ・イスタンブール出身の元プロサッカー選手。元トルコ代表。現役時代のポジションは、フォワード。

## クラブ経歴
アマチュアクラブでプレーを始め、2000-01シーズンにゲンチレルビルリイSKとプロ契約を結んだ。2006年に加入したフェネルバフチェでは2度のリーグ優勝を経験した。

## 代表歴
トルコ代表の一員としてUEFA EURO 2008に参加、開幕戦のドイツ戦でゴールを挙げた。

### ゴール
| #  | 開催日        | 会場                     | 対戦国 | スコア | 結果 | 試合概要       |
| -- | ------------- | ------------------------ | ------ | ------ | ---- | -------------- |
| 1. | 2008年6月25日 | ザンクト・ヤコブ・パルク | ドイツ | 1–0    | 2–3  | UEFA EURO 2008 |

## タイトル
フェネルバフチェ
- スュペル・リグ (2): 2006–07, 2010–11
- テュルキエ・スュペル・クパス (2): 2007, 2009